# 哈約科塔火山

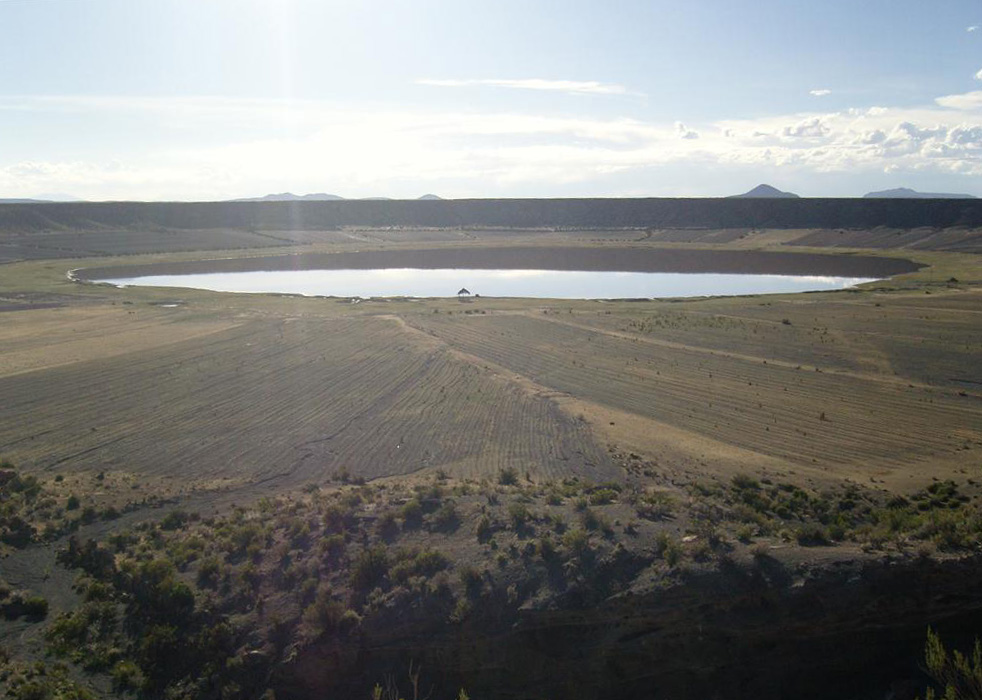

19°27′S 67°25′W / 19.450°S 67.417°W
哈約科塔火山（西班牙語：Laguna Cráter），是玻利維亞的火山，位於該國西部奧魯羅省的拉迪斯勞卡布雷拉省，處於烏尤尼鹽沼以北和科伊帕薩湖以東，屬於安第斯山脈的一部分，海拔高度3,650米。